# Marcel Kint
Marcel Kint, nascido a 20 de setembro de 1914 em Zwevegem e falecido a 23 de março de 2002 em Courtrai, foi um ciclista belga.

## Biografia
Marcel Kint foi campeão da Bélgica júnior em 1933 e em categoria profissional em 1939. Foi profissional de 1935 a 1951 e ganhou um total de 77 vitórias incluído o campeonato do mundo em estrada de 1938 sendo o último vencedor antes da II Guerra Mundial.

## Palmarés
| - 1934 - 1 etapa da Volta à Bélgica - 1935 - 1 etapa do Volta ao Luxemburgo - Campeonato de Flandres - 1936 - 1 etapa do Tour de France - 1 etapa da Volta à Bélgica - 1937 - Trois villes de beffroi - 1938 - Campeonato do Mundo em Estrada - Paris-Bruxelas - 3 etapas do Tour de France - Grande Prêmio de Espéraza - 3.º no Campeonato de Bégica em Estrada - 1939 - Campeonato da Bélgica em Estrada - 2 etapas do Tour de France - Grande Prêmio da Villa de Zottegem | - 1943 - Paris-Roubaix - Flecha Valona - Tour de Limburgo - 1944 - Flecha Valona - Grande Prêmio Jules Lowie - 1945 - Flecha Valona - Circuito das Ardenas Flamengas– Ichtegem - 1946 - 2.º no Campeonato do Mundo em Estrada - 1949 - Gante-Wevelgem - Seis dias de Bruxelas, com Rik Van Steenbergen - Prêmio da Chapelle-lez-Herlaimont - 1951 - Elfstedenronde |

## Resultados nas Grandes Voltas e Campeonatos do Mundo
| Corrida            | 1935 | 1936 | 1937 | 1938 | 1939 | 1940 | 1941 | 1942 | 1943 | 1944 | 1945 | 1946 | 1947 | 1948 | 1949 | 1950 | 1951 |
| ------------------ | ---- | ---- | ---- | ---- | ---- | ---- | ---- | ---- | ---- | ---- | ---- | ---- | ---- | ---- | ---- | ---- | ---- |
| Giro d'Italia      | -    | -    | -    | -    | -    | -    | X    | X    | X    | X    | X    | -    | -    | -    | -    | -    | Ab.  |
| Tour de France     | -    | 9.º  | Ab.  | 9.º  | 34.º | X    | X    | X    | X    | X    | X    | X    | -    | -    | Ab.  | -    | -    |
| Volta a Espanha    | -    | -    | X    | X    | X    | X    | -    | -    | X    | X    | -    | -    | -    | -    | X    | -    | X    |
| Mundial em Estrada | -    | -    | -    | 1.º  | X    | X    | X    | X    | X    | X    | X    | 2.º  | -    | -    | -    | -    | -    |

-: não participa 

Ab.: abandono 